# Таложенка

Таложенка — река в России, протекает в Кувшиновском Торжокском районах Тверской области. Устье реки находится в 42 км по левому берегу реки Осуга. Длина реки составляет 33 км. 
В Кувшиновском районе река протекает мимо деревень Берёзки, Сидорово и Родионково Пеньского сельского поселения. Потом мимо деревень Яколицы, Тавруево, Кунино, Велеможье и Колбасино Большекузнечковского сельского поселения
В Торжокском районе на Таложенке стоят деревня Спирово, село Таложня, деревня Бели и село Подольцы Рудниковского сельского поселения,
ниже деревня Соколово, село Арпачёво и деревня Мишково Никольского сельского поселения.

## Данные водного реестра
По данным государственного водного реестра России относится к Верхневолжскому бассейновому округу, водохозяйственный участок реки — Тверца от истока (Вышневолоцкий гидроузел) до города Тверь, речной подбассейн реки — Волга до Рыбинского водохранилища. Речной бассейн реки — (Верхняя) Волга до Куйбышевского водохранилища (без бассейна Оки).
По данным геоинформационной системы водохозяйственного районирования территории РФ, подготовленной Федеральным агентством водных ресурсов:
- Код водного объекта в государственном водном реестре — 08010100512110000002192
- Код по гидрологической изученности (ГИ) — 110000219
- Код бассейна — 08.01.01.005
- Номер тома по ГИ — 10
- Выпуск по ГИ — 0